# Geuserberg
Der Geuserberg ist ein Berg im Gebiet der Stadt Wallenfels im oberfränkischen Landkreis Kronach. Mit seiner Höhe von 708 m ü. NHN ist er einer der höchsten Berge im Naturpark Frankenwald. Die angrenzende Radspitze hat eine Höhe von 678,4 m ü. NHN. Unterhalb des Gipfels befindet sich das Dorf Geuser, ein Gemeindeteil von Wallenfels.
Einmalig im Frankenwald ist die Reliefenergie mit einem Höhenunterschied von fast 400 Metern zwischen dem Gipfel des Geuserberges und dem Tal der Wilden Rodach, in dem sich das Stadtgebiet von Wallenfels befindet.
Auf dem Geuserberg befindet sich ein Fernsehumsetzer sowie ein Funkturm für den Feuerwehrfunk.
Im Winter gibt es im Bereich Radspitze-Geuserberg ein ausgedehntes Loipennetz. Im Sommer eignet sich der Bereich für ausgedehnte Wander- bzw. Mountainbiketouren auf beschilderten Wegen.
Auf dem Gipfel wurde in den 1980er Jahren von Wallenfelser Bergfreunden ein Gipfelkreuz errichtet, das ein beliebter Anlaufpunkt für Wanderer ist.